# Landschaftsschutzgebiet Rickbachtal

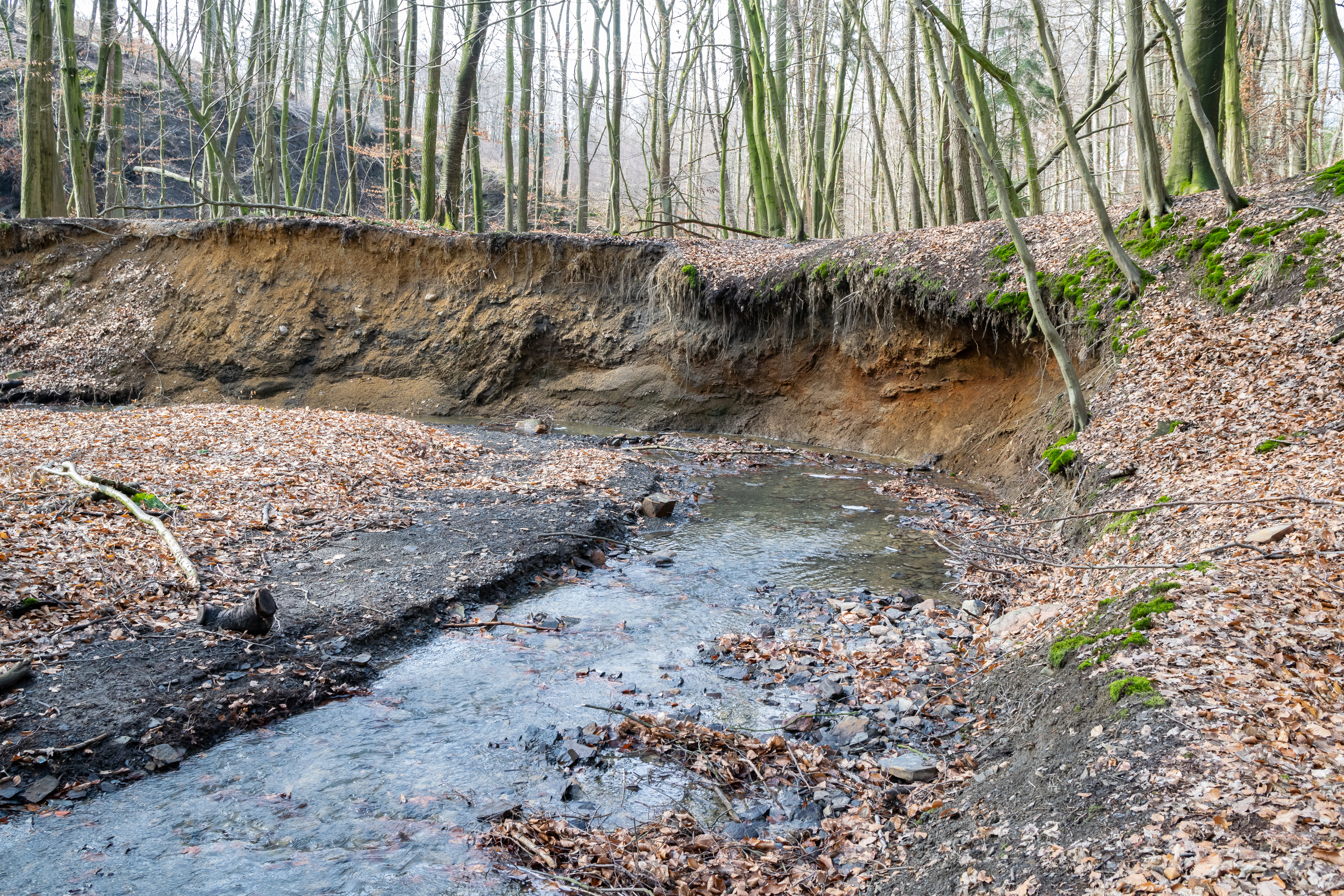
Landschaftsschutzgebiet Rickbachtal

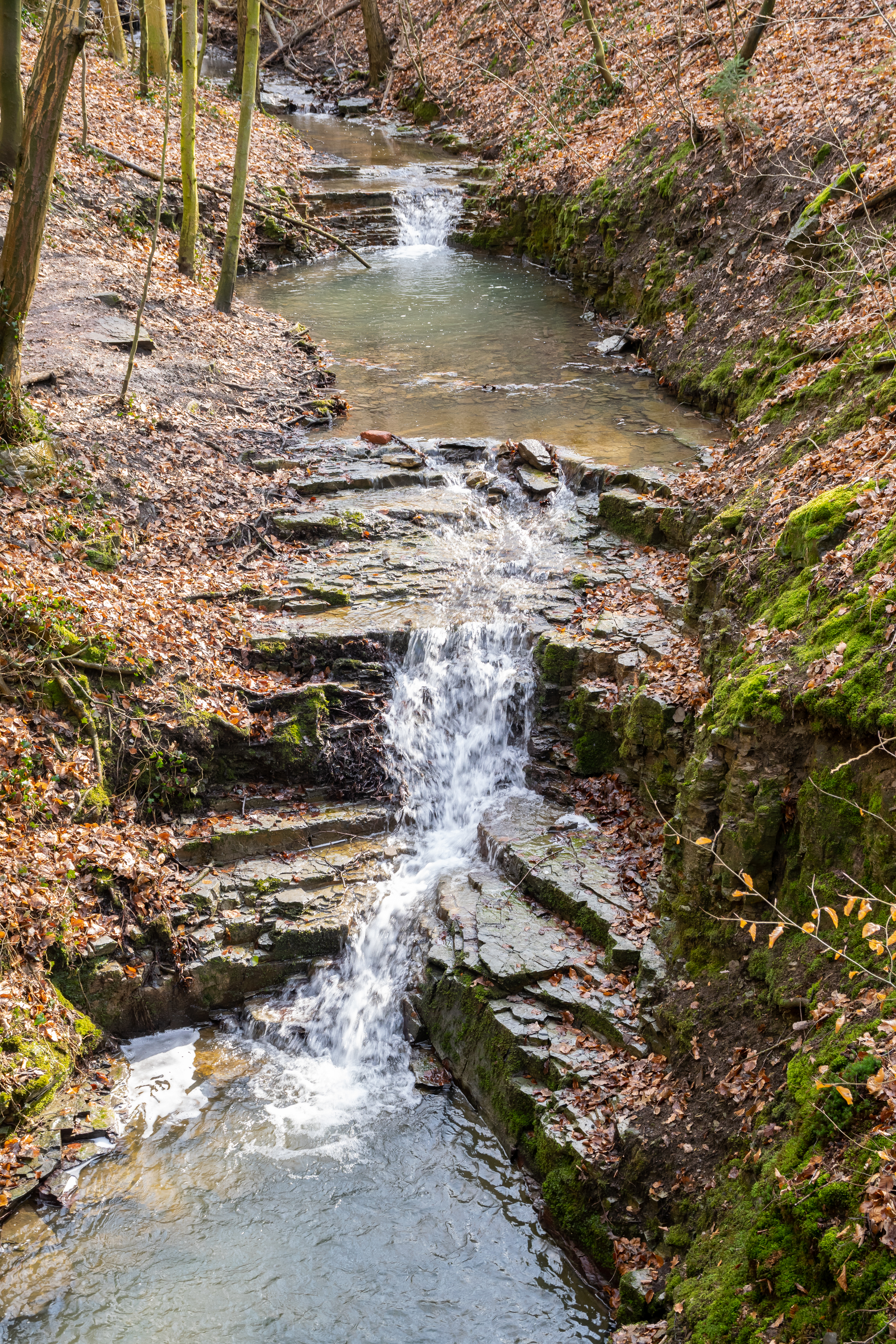
Rickbach

Das Landschaftsschutzgebiet Rickbachtal mit etwa 20 ha mit Flächengröße liegt im Gemeindegebiet von Extertal. Es wurde 2007 mit dem Landschaftsplan Nr. 5 Extertal durch den Kreistag des Kreises Lippe erstmals als Landschaftsschutzgebiet (LSG) ausgewiesen.

## Beschreibung
Das LSG umfasst ein überwiegend bewaldetes Kerb- und Muldenbachtal nordöstlich Almena. Im Westen endet das LSG bei Gut Rickbruch an der L 758. Im Süden beginnt er beim Ferienpark Buschhof - Rohloff. Beim Bauernhof Meierberger Str. 18 grenzt das Schutzgebiet im Osten an die K 51. Der Rickbach entspringt einem trockenen Eichen-Hainbuchenwald. Schon am Westrand des Eichen-Hainbuchenwaldes ist der Bach begradigt. Danach fließt der Bach, nur an zwei Stellen von Gehöften unterbrochen, naturnah durch das tief eingeschnittene Berbtal. An den Talhängen steht zunächst Eichen-Buchenwald und im Unterlauf zunehmend Nadelwald. Im mittleren Bachabschnitt sind bei geringerem Gefälle Mäander ausgebildet. Der steil zur Exteraue abfallende Unterlauf hat einen schluchtartigen Charakter mit vielen kleinen Sohlabbrüchen und einem moosreichen Wasserfall, den Rickbachwasserfall oder Rickenbachfall am Wanderweg Der Patensteig. Der Rickbachwasserfall ist die Attraktion des Gebietes. Am Bach stehen hier Esche und Bergahorn im Ufergehölz und in den angrenzenden Buchenwäldern. Eher randlich befinden sich mehrere Obstwiesen und Weideland an den Gehöften. Laut Landschaftsplan ist das Schutzgebiet durch Aufforstung mit standortfremden Gehölzen und durch Sohlabstürze, Sohl- und Uferbefestigungen an den Bächen beeinträchtigt.
Der Wanderweg Der Patensteig vom Naturpark Teutoburger Wald/Eggegebirge führt durch das LSG. Der Wanderweg führt auch durch das Landschaftsschutzgebiet Siek zwischen Wiemke und Fütig, wo der Wanderparkplatz liegt, und das Naturdenkmal Geotopkomplex am Hilkerberg, wo ebenfalls kleine Wasserfälle liegen. Weitere Teile des Wanderwegs liegen im Landschaftsschutzgebiet Östliches Lipper Bergland.

## Schutzzwecke für das LSG
Laut Landschaftsplan erfolgte die Ausweisung des LSG:
- „zur Erhaltung und Wiederherstellung der Leistungsfähigkeit des Naturhaushaltes in ökologisch besonders wertvoll strukturierten Bereichen mit Wasser-, Klima- und Biotopschutzfunktionen,“
- „zur Erhaltung und Wiederherstellung von Quellbereichen und naturnahen Fließgewässern, Grünland, Kalkhalbtrockenrasen und naturnahen Waldbereichen unter schiedlicher Feuchtestufen, Feldgehölzen, Hecken und Obstwiesen,“
- „zur Erhaltung morphologisch ausgeprägter Bereiche zur Sicherung der landschaftlichen Eigenart und Vielfalt für die Erholung,“
- „zur Erhaltung wertvoller Biotopkomplexe aus Wald-Grünlandbereichen, Fließgewässern und Quellen sowie Biotopen nach § 62 LG mit wichtigen Refugial-, Puffer-, Trittstein- und Vernetzungsfunktionen,“
- „zur Erhaltung und Wiederherstellung wichtiger Rückzugsräume für die bedrohte Tier- und Pflanzenwelt,“
- „zur Sicherung von kulturhistorisch bedeutsamen Landschaften, z. B. Terrassenkulturlandschaften,“
- „zur Sicherung der das Orts- und Landschaftsbild gliedernden und belebenden und die dörflichen Siedlungsstrukturen prägenden Freiraumelemente.“[1]